# Estadi dels Treballadors
L'estadi dels Treballadors o Estadi Gongti, és un estadi multiusos de Pequín, Xina. Es fa servir principalment per a partits de futbol, on juga de local el Beijing Guoan. Va ser una de les seus del tornejos de futbol dels Jocs Olímpics de 2008. El nom en xinès tradicional és 工人体育场, en xinès simplificat: 工人體育場, i en pinyin: Gōngrén Tǐyùcháng), 
Té una capacitat de 70.000 espectadors, va ser inaugurat el 1959 i renovat el 2004 pels Jocs Olímpics de Pequín del 2008. Va ser l'estadi principal dels Jocs Asiàtics de 1990. És al districte de Chaoyang, a l'est de la capital xinesa, a prop de l'Arena dels Treballadors i a uns 7,5 km al sud-est del Parc Olímpic.

## Història
Quan era nou, el 1959 era l'«Estadi Nacional», i va ser un dels principals edificis de Pequín. La reputació de l'estadi es va estendre al llarg i ample, car va ser seu d'una sèrie de competicions internacionals, així com s'hi van celebrar l'obertura i clausura de diversos esdeveniments esportius importants. En l'últim mig segle, l'estadi dels Treballadors ha estat testimoni de primera mà del creixement de l'esport a la Xina.
El 1990, l'estadi dels Treballadors va ser seu principal dels Jocs Asiàtics de 1990, també seu de la cerimònies d'obertura i de clausura. El pedestal, en el qual es va posar la torxa dos anys abans, recorda l'esdeveniment. Amb les renovacions, la tribuna principal va ser derrocada i reemplaçada per una gegantesca pantalla de 120 metres quadrats, que pot girar uns 180 graus.

### Renovació pels Jocs Olímpics
L'estadi dels Treballadors té una superfície de 350.000 metres quadrats. De forma ovalada, s'estén 282 metres de nord a sud i 208 metres d'est a oest, i incorpora 24 conjunts que conformen les diferents tribunes. Des del 18 d'abril de 2006, l'estadi va ser subir una transformació de dalt a baix per a tenir-lo llest pels Jocs Olímpics d'Estiu de 2008. D'ençà, l'estadi té capacitat ampliada a 62.000 espectadors i compleix amb les normes tècniques per a la celebració de competicions internacionals de futbol.
S'hi va substituir els quatre sistemes d'il·luminació tradicionals i inadequats per sis sistemes de llum anti-enlluernament, i per a ajustar els angles de lluentor per eliminar ombres i satisfer les necessitats tècniques de l'estadi pels Jocs Olímpics. Les finestres de l'estadi van ser reemplaçats per dispositius d'estalvi d'energia. Els sistemes d'aigua, drenatge, ruixadors automàtics i sistemes de detecció d'incendis han estat modernitzats.
Es va tancar el 2020 per obres i va reobrir les portes l'abril de 2023.

## Imatges

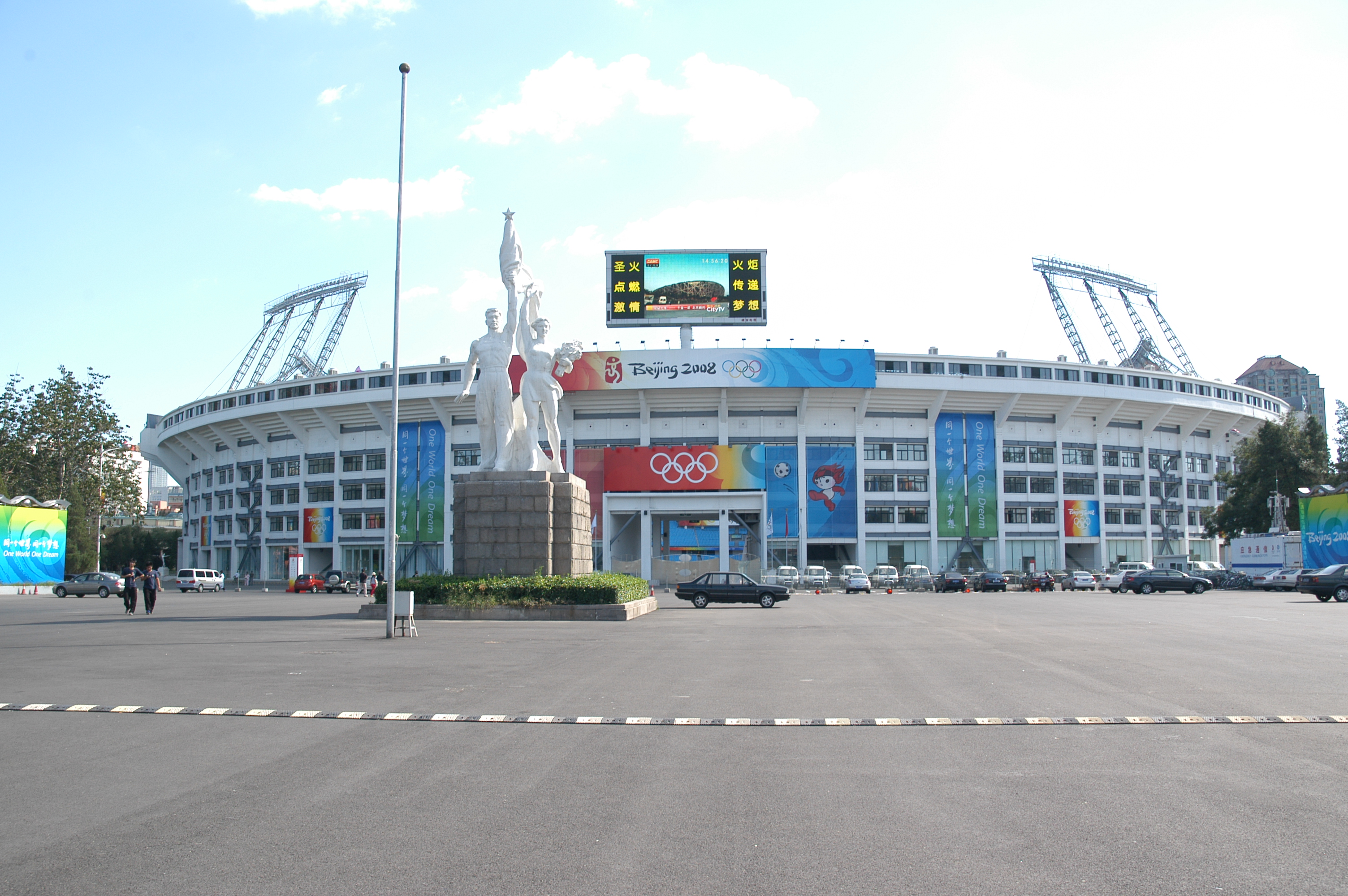
Exterior de l'estadi
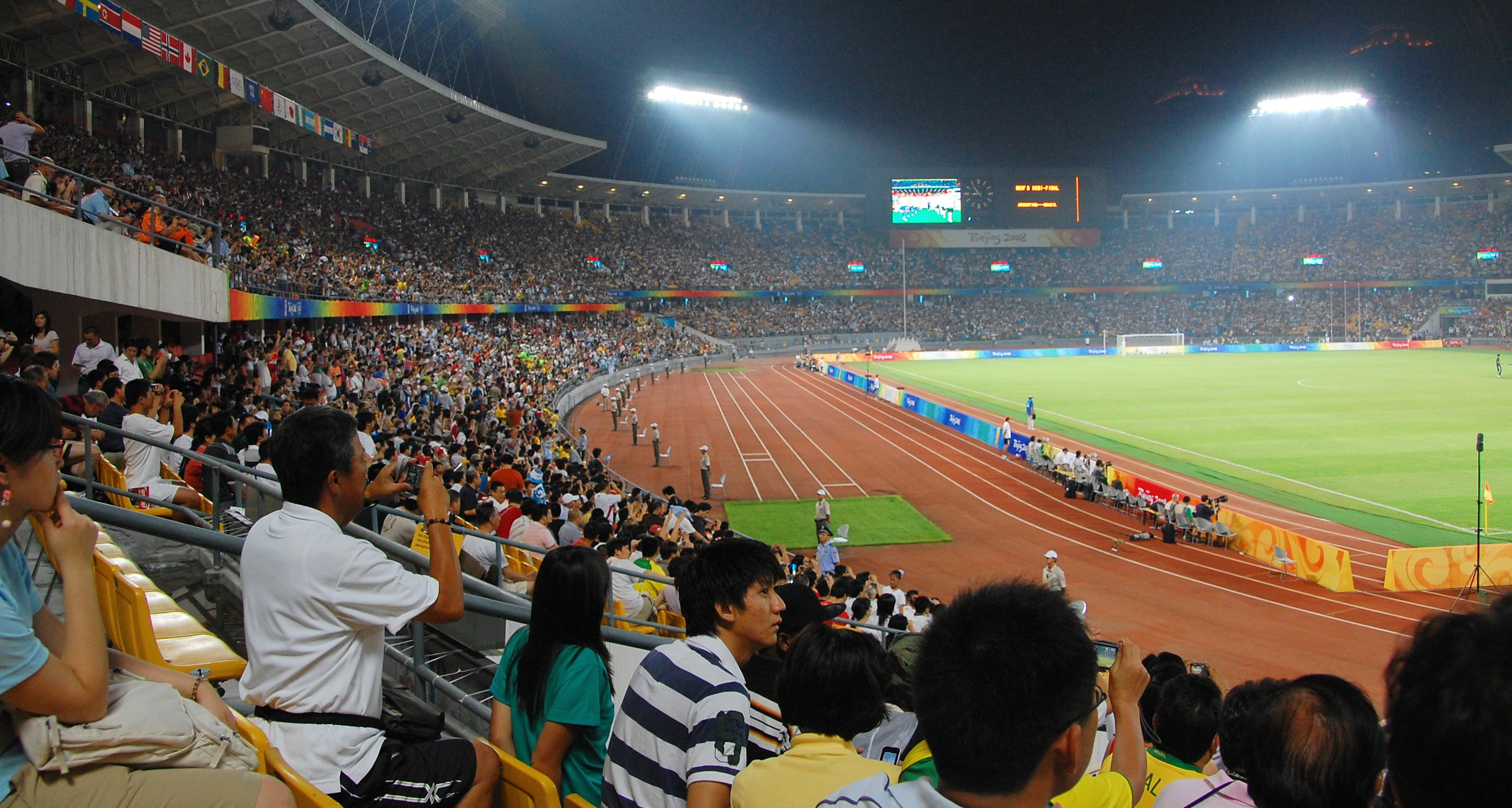
Estadi durant els Jocs.
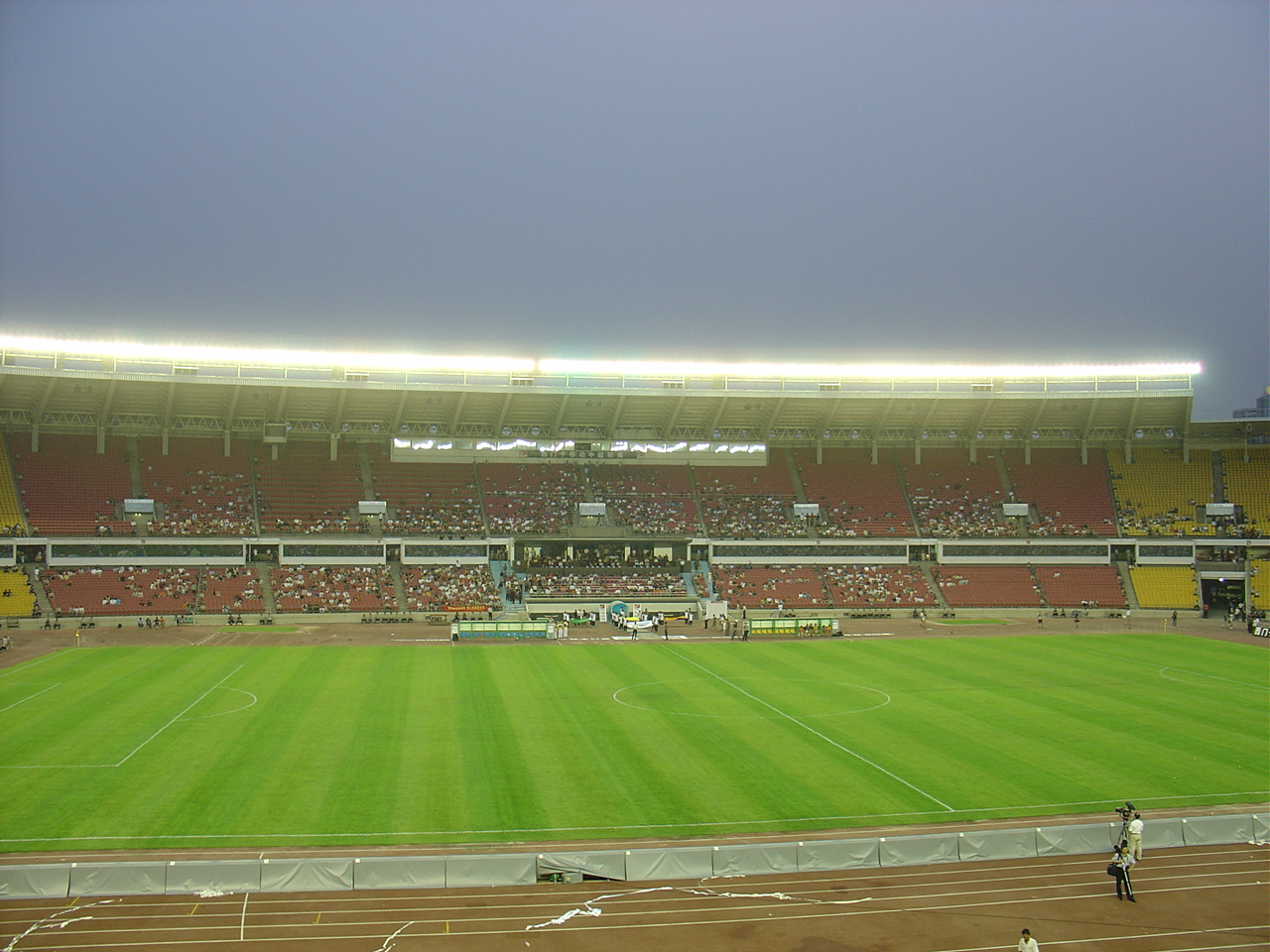
L'estadi després d'un partit el 2007.